# Horváth György (művészettörténész)
Horváth György (Debrecen, 1941. július 7. –) magyar művészettörténész.

## Életpályája
Általános iskolai tanulmányait Kehidán végezte el 1947-1955 között. 1959-ben érettségizett a zalaegerszegi Zrínyi Miklós Gimnáziumban. 1960-1965 között az Eötvös Loránd Tudományegyetem Bölcsészettudományi Karának történelem-művészettörténet szakos hallgatója volt.
1965-1980 között a Magyar Nemzet képzőművészeti szakírója volt. 1980-1988 között a Művelődési Minisztérium képzőművészeti osztályvezetőjeként dolgozott. 1988-2009 között a Magyar Nemzeti Galéria főigazgató-helyettese volt. 2009-2010 között a Magyar Nemzeti Galéria főmuzeológusa volt.
Kutatási területe a XX. századi magyar festészet és grafika.

## Művei
- Gádor István; Képzőművészeti Alap, Bp., 1971 (Mai magyar művészet)
- A magyar nyelv története (Konecsni György rajzaival, 1972)
- A szép könyv mestere (Szántó Tibor); Nyomdai Művészet Barátai, Bp., 1973 (A nyomdászat dicsérete)
- Szántó Tibor munkáiról (1975)
- Dési Huber István; Gondolat, Bp., 1976 (Szemtől szemben)
- Bartha László; Corvina, Bp., 1978 (Corvina műterem)
- Magyar Művészet 1919–1945 (társszerzőként, 1985)
- A mai magyar plakát (Kulinyi Istvánnal, 1986)
- Kokas Ignác; szerk. Bereczky Lóránd, Horváth György, életrajzi adatok Kósa Judit; Magyar Festészetért Alapítvány, Bp., 1996 (angolul is)
- A gyűjtemény. Az ötven éves bank, 1950-2000; szerk. Horváth György, angol szöveg Emma Roper-Evans, Dunai Ervin; Magyar Külkereskedelmi Bank Rt., Bp., 2000
- Historicum. Járatlan utakon. Borsos Mihály fotográfiái az ezeréves Magyarországról; szerk. Horváth György; Pannon GSM–MNG, Bp., 2001 (A Magyar Nemzeti Galéria kiadványai)
- A látható kincs. Az ötvenöt éves bank; szerk. Rubovszky Éva; MKB Bank, Bp., 2005
- Expositio. Művészek, műtermek, művek. Borsos Mihály fotográfiái, 1-2.; tan. Horváth György; Vince–MNG, Bp, 2006-2008
- Magyarország rejtett kincsei. Historicum; kísérőszöveg Horváth György; Kossuth, Bp., 2007
- Több nyelven egy hazában. Ünnepek, emberek, történetek, hétköznapok, fotográfiák; fotó Borsos Mihály, szöveg Horváth György, Borsos Mihály; "Társalgó" Galéria, Bp., 2009
- Zámbó Kornél; szerk. Borsos Mihály, Horváth György; "Társalgó" Galéria, Bp., 2010
- A művészek bevonulása. A képzőművészet politikai irányításának és igazgatásának története, 1945-1992; Corvina, Bp., 2015 + CD-ROM
- Dési Huber István; Kossuth–MNG, Bp., 2015 (A magyar festészet mesterei)